# سد گمپو
سد گُمپو سدی تاریخی واقع در دهستان فداغ از توابع شهرستان گراش در جنوب استان فارس، یکی از نقاط دیدنی استان فارس در جنوب ایران است. این سد تاریخی در چند کیلومتری جنوب شرقی محمدزینا واقع شده و از آثار دوره ساسانیان است. مصالح ساختمان سد از  سنگ  و ساروج می‌باشد. ارتفاع تاج سد حدود۲۵متر و عرض آن۲۰متر و ضخامت سد۶متر می‌باشد و در جریان حمله افغان‌ها قسمتی از آن تخریب شده‌است. در پایین دشت سد  چشمه ای واقع شده که آبش برای درمان بیماری پوستی و  روماتیسم مفید است. این بنا در تاریخ ۱۳۷۸/۱/۹ باشماره ۲۲۸۸در فهرست آثار ملی به ثبت رسیده‌است.